# Fly to the Sky
Fly to the Sky (em coreano:  플라이 투 더 스카이) é uma dupla de R&B sul-coreano, formado pelo Coreano/Americano Brian Joo e o sul coreano nativo Hwanhee.
Inicialmente eles eram conhecidos por cantar rap, e dançar, seus primeiros trabalhos em destaque foram o estilo bubblegum pop e batidas de techno music. A dupla mudou seu estilo e imagem mais tarde com o lançamento do álbum Sea Of Love em 2002. Em seus álbums sequentes, a dupla solidificou seu status como artistas de R&B e são considerados a primeira dupla de R&B da Coréia do sul.

## Discografia

### Álbuns de estúdio
As posições nas paradas são baseadas no banco de dados da Music Industry Association Korea.
| Ano  | Título         | Posições nas paradas |
| ---- | -------------- | -------------------- |
| 1999 | Day by Day     | 6                    |
| 2001 | The Promise    | 2                    |
| 2002 | Sea of Love    | 2                    |
| 2003 | Missing You    | 2                    |
| 2004 | Gravity        | 5                    |
| 2006 | Transition     | 3                    |
| 2007 | No Limitations | 1                    |
| 2009 | Decennium      | 1                    |
| 2014 | Continnum      | -                    |
| 2015 | Love & Hate    | -                    |

### Álbuns de compilação
- Fly to the Sky Best Album - Eternity (lançado em 26 de maio de 2005)
- Transition (recompactado) (26 de abril de 2006)
- No Limitations (recompactado)
- Fly to the Sky Remake Album - Recollection (lançado em 28 de abril de 2008)

### Trilhas sonoras
- Beethoven Virus OST (My Person - Hwanhee)
- Fashion 70's OST (Even If My Heart Hurts - Fly To The Sky)
- Over the Rainbow OST (Tomorrow - Hwanhee, I Want You, I Need You - Hwanhee, I Can't Help Missing You - Hwanhee)
- Hello! Miss OST (Everyday I... - Brian)

### Concertos
- Contact – Kim Jo Han & Fly to the Sky Joint Live Concert (lançado em 1º de setembro de 2004)
- Fly to the Sky Live – 1st Live Concert: Unforgettable (lançado em 26 de abril de 2004)

## Prêmios
| Ano  | Prêmio |
| ---- | --- |
| 2000 | - 2000 SBS Gayo Daejun: Melhor Novo Artista |
| 2002 | - 2002 SBS Gayo Daejun: Melhor Artista de R&B |
| 2003 | - Mnet KM Music Festival: Prêmio Melhor Música de R&B - 18º Golden Disk Awards: Bonsang - 2003 SBS Gayo Daejun: Bonsang - 14º Seoul Music Awards: Bonsang           |
| 2004 | - 2004 SBS Gayo Daejun: Melhor Artista de R&B |
| 2006 | - 2006 Mnet KM Music Festival: Melhor Artista de R&B - 4º Korea Fashion Awards: Mais Bem Vestidos - 22º Golden Disk Awards: Bonsang - 2006 SBS Gayo Daejun: Bonsang |
| 2007 | - 14º Korea Entertainment Arts Award: Prêmio Melhor Balada |